# هوندا إف آر في

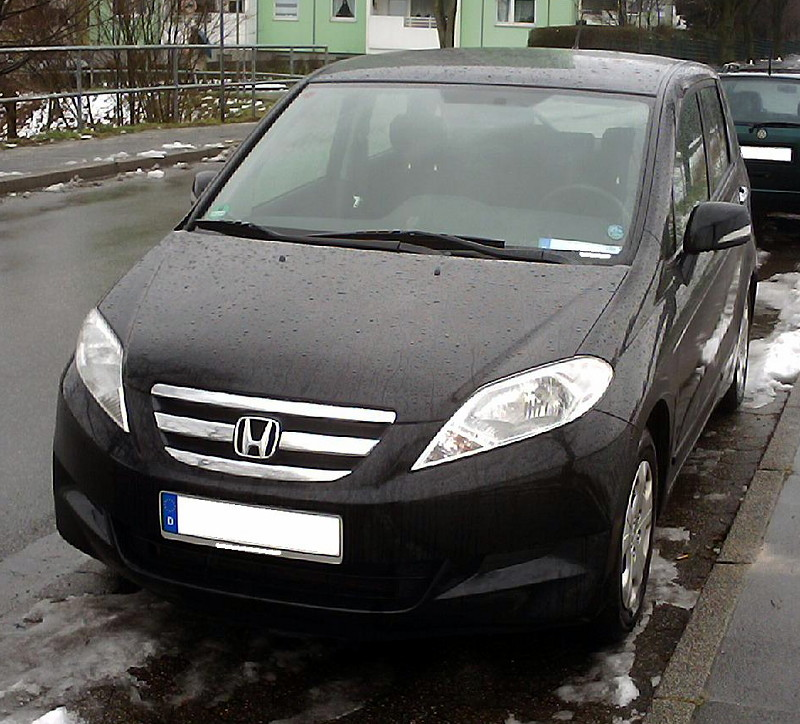
صورة لهوندا إف آر في

هوند إف آر في (باليابان تسمى هوندا إديكس) هي سيارة ذات ستة ركاب وهي إحدى طرازات سيارات هوندا. بدأ تصنيع هوندا إف آر في سنة 2004 من أجل معرض مونديال دي لا أوتوموبيل باريس (بالفرنسية: Mondial de l’Automobile Paris)‏ مع هوندا سي آر في.
السيارة تحتوي على ستة مقاعد موزعة على صفين، وتحتوي على خمسة أبواب. تسرع السيارة من 0 إلى 60 ميل في الساعة خلال 10.1 ثوانٍ.